# 火刺木摺粉蝨
火刺木摺粉蝨（学名：Aleurotrachelus pyracanthus）为粉蝨科摺粉蝨屬下的一个种。